# Jozef Gönci
Jozef Gönci (Košice, 18 marzo 1974) è un tiratore a segno slovacco.

## Palmarès

### Olimpiadi
- 2 medaglie:
  - 2 bronzi (Atlanta 1996 nella carabina libera a terra; Atene 2004 nella carabina 10 m aria compressa)